# Jevhen Ščerban'
Jevhen Oleksandrovyč Ščerban' (in ucraino Євген Олександрович Щербань?; Kostjantynivka, 18 gennaio 1946 – Donec'k, 3 novembre 1996) è stato un imprenditore e politico ucraino.

## Biografia
Nato nel villaggio di Kostjantynivka, nell'oblast' di Charkiv, tra il 1972 e il 1977 ha studiato presso la Scuola mineraria e industriale di Donec'k, passando poi all'Università tecnica nazionale di Donec'k. Lavorò come ingegnere minerario  nella miniera Kirovs'ka fino al 1988, divenendone anche vicedirettore; dopo l'indipendenza dell'Ucraina fondò numerose imprese attive nel settore energetico, in special modo nel settore del gas naturale, e a metà degli anni '90 era già considerato tra le persone più ricche del paese. Alle elezioni parlamentari del 1994 fu eletto alla Verchovna Rada col Partito Liberale dell'Ucraina nel collegio di Volnovacha; in parlamento è stato membro della Commissione per la gioventù, lo sport e il turismo.
Il 3 novembre 1996 è stato ucciso insieme alla moglie sulla pista dell'aeroporto di Donec'k da un gruppo di uomini travestiti da ufficiali di polizia. Nel 2002 furono arrestate otto persone poi condannate per il suo omicidio, tre di loro all'ergastolo. Diverse testimonianze hanno indicato quali mandanti dell'omicidio l'allora Primo ministro Pavlo Lazarenko e l'imprenditrice, poi Primo ministro, Julija Tymošenko.